# Shunbin Maeda

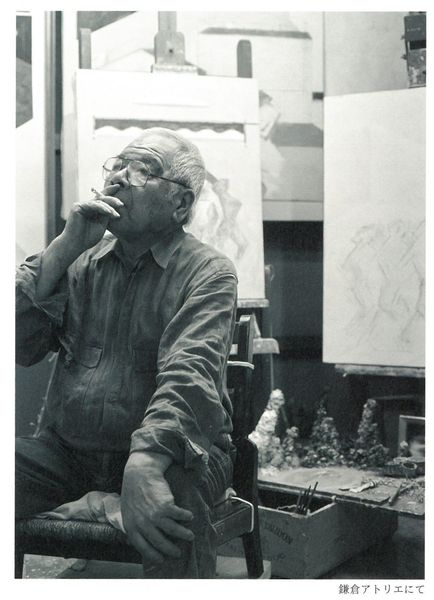
Shunbin Maeda in seinem Atelier

Shunbin Maeda (japanisch 前田 俊敏, Maeda Shunbin; geboren 23. Juni 1932 in Miyakonojō, Präfektur Miyazaki) ist ein japanischer Maler.

## Leben und Wirken
Shunbin Maeda begann 1951 ein Studium an der Universität der Künste in Tokio. Von 1955 bis 1963 beschäftigte ihn die Universität als Hilfskraft. 1958 konnte er zum ersten Mal bei der Künstlervereinigung Shun’yōkai auf deren 38. Ausstellung ausstellen. 1959 wurde er auf der Ausstellungsreihe mit einem Preis ausgezeichnet und 1963 als Mitglied aufgenommen.
Von 1964 bis 1969 hielt sich Maeda in Rom auf. 1971 zog er nach Kamakura. Es folgten verschiedene Ausstellungen, darunter von 1971 bis 1986 auf Einladung der Ausstellungsreihe „Kokusai keishō-ten“ (国際形象展) des Kaufhauses Mitsukoshi. 1974 war er auf einer Einzelausstellung im „Ginza Centralsalon“ (銀座セントラルサロン) zu sehen.
Von 1977 bis 1993 hielt sich Maeda wieder in Rom auf. 1980 wurde er mit dem Preis der Shun’yōkai ausgezeichnet. Von 1981 bis 1994 beteiligt er sich an einer Neun-Künstler-Ausstellung in der „Ginza Shiseidō Gallery“ (銀座資生堂ギャラリー). Von 2007 bis 2016 folgten verschiedene Einzelausstellungen in der Galerie „Ginza Miura Arts“ (銀座ミウラアーツ). 2015 bat ihn die „Best Selection Gruppe“ um einen Beitrag zu einer Ausstellung im Kunstmuseum der Präfektur Tokio.
Maedas Rom-Erfahrungen spiegeln sich in seine späteren Bildern, so mit singenden Frauen vor römischen Hintergrund, wider.